# 庫皮諾區

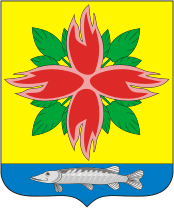
庫皮諾區纹章

54°22′N 77°18′E / 54.367°N 77.300°E
庫皮諾區（俄语：Купинский район），是俄羅斯的一個區，位於該國南部，由新西伯利亞州負責管轄，面積4,633平方公里，2010年該區人口31,199，人口密度每平方公里6.73人。